# Girl Explores Girl: The Alien Encounter
Pour plus de détails, voir Fiche technique et Distribution.
Girl Explores Girl: The Alien Encounter (Une fille découvre une fille: Rencontre avec des extraterrestres) est un vidéofilm américain écrit et réalisé par John Bacchus, sorti en 1998.

## Synopsis
Deux extraterrestres sont envoyés sur Terre pour découvrir comment les humains se reproduisent. La société des extraterrestres  a un problème : ils ont oublié comment faire. La femelle, Galaxia, prend la forme d'une magnifique blonde sexy, tandis que le mâle, Zorkon, devient un... neu-neu. En regardant par les fenêtres, ils observent des couples d'amoureux. Rapidement, Zorkon veut reproduire la chose avec sa partenaire, mais Galaxia veut en savoir plus.
Galaxia découvre bientôt une attraction étrange et encore plus sensuelle chez l'espèce humaine, l'amour entre femmes. Diane, une lesbienne, lui explique qu'il n'y a rien de mal à faire cela entre femmes... et l'initie aux plaisirs saphiques. Galaxia, séduite, veut en savoir plus sur les femmes. Zorkon et Galaxia vont-ils s'unir et sauver leur civilisation ou bien Galaxia va-t-elle définitivement succomber à la luxure entre femmes ?

## Fiche technique
- Titre : Girl Explores Girl: The Alien Encounter
- Réalisateur : John Bacchus
- Scénario : John Bacchus
- Langue : Anglais
- Format : Couleurs
- Durée : 110 minutes
- Pays :  États-Unis
- Date de sortie : 1998

## Distribution
- Laurie Wallace : Galaxia, l'extraterrestre
- Darian Caine : Lily, call-girl #1
- Victoria Vega : Heater, call-girl #2
- Natalia Ashe : Diane, une lesbienne